# Юл Бріннер
Юл Брі́ннер (англ. Yul Brynner, справжнє ім'я Юлій Борисович Брінер, рос. Юлий Борисович Бриннер, нар. 11 липня 1920, Владивосток, Російська республіка — †10 жовтня 1985, Нью-Йорк, США) — американський актор росiйського походження, лауреат премії «Оскар» у категорії «найкращий актор» у фільмі «Король і я», 1956. Володар престижної театральної нагороди «Тоні».

## Біографія

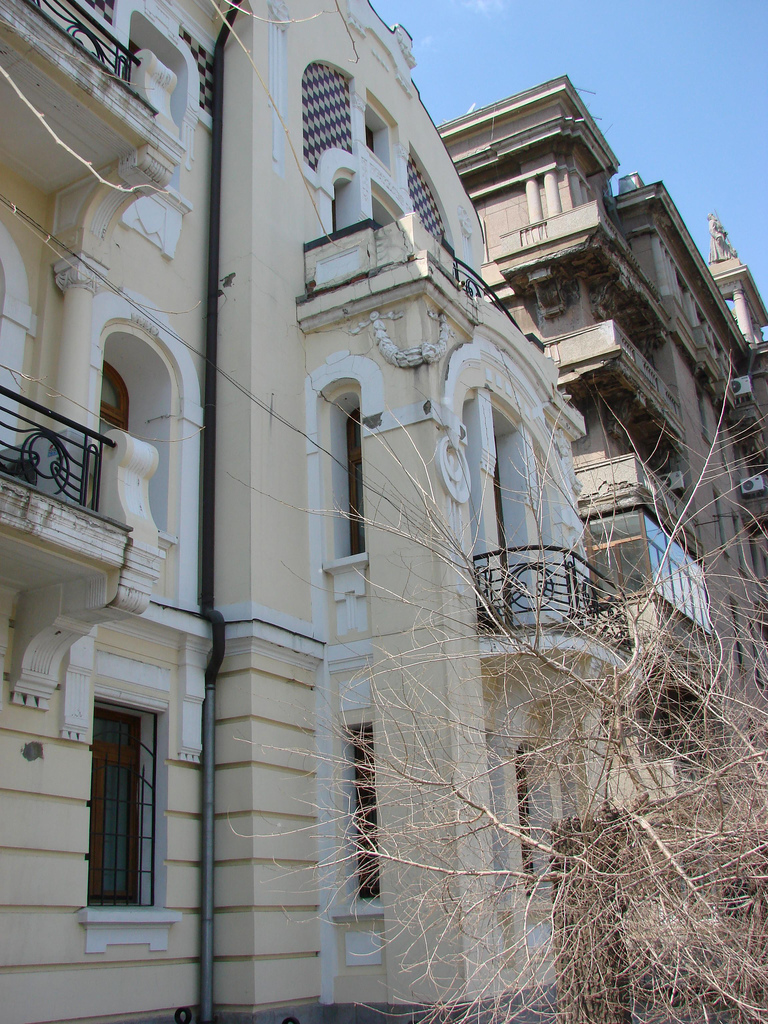
Особняк родини Брінер у Владивостоку, Росія, де народився та жив Юл Бріннер з 1920 по 1927 роки

Бріннер народився під ім'ям Юлій Борисович Брінер (пізніше до прізвища було додано друге «н») 11 липня 1920 року у Владивостоці (пізніше сам Бріннер поширював про себе легенду, що народився в циганському таборі на Сахаліні).
Дідом Юла Бріннера був швейцарець Жюль Брінер, який оселився у Владивостоці. Його молодший син Борис одружився з Марусею Благовидовою, яка стала матір'ю Юлія. Родина Брінерів рано покинула Росію і оселилася у Франції, де Юл виступав у Паризькому цирку, але після падіння отримав травму й приєднався як працівник сцени та учень-актор до російської театральної трупи Пітоєва. Одночасно Юл Брінер навчався в Сорбонні, найкращому та найпрестижнішому університеті Франції. Згодом талановитий молодик став протеже актора Михайла Чехова, який і забрав його 1940 року до США[джерело?] разом з Шекспірівською трупою. Оскільки Юл розмовляв багатьма мовами, то в часи Другої світової війни його призвали на службу до Військового Інформаційного агентства США і протягом всієї війни він був коментатором на радіостанції, що транслювала свої передачі на територію окупованої німцями Франції.
Після Другої світової війни актор повернувся до США і 1946 року з'явився разом з акторкою Мері Мартін у головних ролях на Бродвеї в п'єсі «Пісня для лютні». 1949 року Юл вперше знявся в кіно, стрічка була класу «Б» під назвою «Порт Нью-Йорка». Великий перелом у кар'єрі Юла Брінера настав 1951 року: його обрали на роль короля в бродвейському мюзиклі «Король і я». За цю роль він отримав безліч нагород, любов глядачів та похвали критики. Саме в цей період Юл додав до свого прізвища другу літеру «н», перетворившись на «Бріннера», а також, за його власними словами, згідно з порадою Марлен Дітріх, поголив голову налисо, що у подальші роки і до кінця життя стало його фірмовою фішкою. Бріннер виступив у цій постановці 1246 разів, а потім поїхав до Голлівуда і повторив свій успіх в екранізації цього мюзиклу, 1956 року отримавши свого єдиного в житті «Оскара» за роль короля в кіноверсії мюзиклу «Король і я». Актор знявся в багатьох голлівудських фільмах, як і фільмах інших країн. З цікавих ролей варто відзначити роль Кріса в «Чудовій сімці», Дмитра Карамазова в «Братах Карамазових» і Тараса Бульби в американській екранізації твору Гоголя. Взагалі, завдяки своїй зовнішності, Бріннер міг виконувати на екрані ролі таємничих, загадкових героїв.
1950 року Бріннер написав книгу «Винесіть вперед дитину». У другій половині 1960-х років переїхав жити до Швейцарії і прийняв громадянство цієї країни, але 1972 року повернувся до Голлівуду. 1975 року Юл повертається на Бродвей у невдалому мюзиклі «Дім, милий дім», але через два роки на Бродвеї було відновлено з небувалим успіхом мюзикл «Король і я» — знову з Бріннером у ролі короля Сіаму.
У вересні 1983 року лікарі виявили в актора рак легенів і повідомили, що йому жити не більше місяця. Тому актор подався в турне з виставою «Король і я» на прощальні гастролі від Західного до Східного узбережжя США: турне тривало майже два роки і закінчилося 1985 року за 4 місяці до смерті актора, 10 жовтня 1985 року. У мюзиклі «Король і я» Юл Бріннер виступив протягом 30 років 4625 разів.
Юл Бріннер був 4 рази одружений. Його першою дружиною була акторка Вірджинія Гілмор (1944—1960). Дві його наступні дружини не мали нічого спільного з акторським фахом, а 1984 року Бріннер, вже знаючи про свою хворобу, одружився вчетверте з Кеті Лі, малайзійською провідною танцюристкою з його пересувної театральної трупи.
Після смерті актора Американська легенева асоціація випустила на екрани телебачення серію звернень Юла Бріннера до телеглядачів із закликом відмовитися від шкідливої звички паління, яка коштувала йому життя.

## Акторська кар'єра, досягнення
Навчався в одному з паризьких ліцеїв, опанував гру на гітарі. Театральну освіту здобув у театральній студії Михайла Чехова в США, звідки вийшли такі відомі артисти як Мерилін Монро, Грегорі Пек, Ентоні Куїн та інші.
Мистецьку кар'єру починав як виконавець циганських пісень. Потім майбутнього кіноактора захопив цирк.
Як актор 1945 року Юл Бриннер дебютував у мюзиклі «Пісні лютні». З 1948 року американці захоплювалися телешоу Бріннера, а 1949 року розпочалася його акторська кар'єра (фільм «Порт Нью-Йорк»). 1951 року на Бродвеї Бріннер вперше зіграв центральну роль у всій його кар'єрі — роль короля Сіаму у мюзиклі «Король і я», за яку рік по тому отримав театральну премію «Тоні» у категорії «найкращий актор другого плану». У 1956 році Бріннера нарешті чекав шалений успіх у кіно: він зіграв Рамзеса II у пеплумі Сесіла Де Мілля «Десять заповідей», російського генерала Буніна у фільмі колишнього киянина Анатоля Литвака «Анастасія», а кіноверсія мюзиклу «Король і я» принесла Юлу премію Оскар як найкращому актору року, яку 1957 року вручила йому італійська кінозірка Анна Маньяні. Потім він знявся у картині «Брати Карамазови» (1958) за романом Федора Достоєвського, ще раз співпрацював з Литваком у фільмі «Подорож» (1959) та Де Міллем у фільмі «Пірат» (1958). Всесвітню славу йому принесла роль ковбоя Кріса Адамса у вестерні «Чудова сімка» (1960), (ремейк «Семи самураїв» Акіри Куросави), знята в роки, коли Юл Бріннер вимушений був жити в Швейцарії (ховався від переслідування податківцями). У різний час партнерами Бріннера у кіно були провідні актори світу, такі як Чарлтон Гестон, Інгрід Бергман, Марлон Брандо, Дебора Керр, Сергій Бондарчук, Кетрін Гепберн та ін.
Фільм «Тарас Бульба» (1962), екранізація повісті Миколя Гоголя, де Бріннер грав Тараса, мав стати його бенефісом, однак, на жаль, фільм виявився невдалим: провалився у прокаті і отримав негативні відгуки критиків. З цього часу кінокар'єра Бріннера поволі йде на спад. 1969 року він виконує одну з ролей у монументальній югославській воєнній драмі «Битва на Неретві», який був номінований на премію Оскар як найкращий фільм іноземною мовою. Новий зліт популярності Юла стався 1973 року, завдяки успішному фільму «Світ Заходу», де він грав роль робота-вбивці, візуально спародійованій зі знаменитого образу Бріннера у «Чудовій сімці». Кілька років по тому, Бріннер знявся у сіквелі цього фільму — «Світі Майбутнього», який, однак, не повторив успіху оригіналу.
Окрім цього, відомо, що Юл Бріннер прагнув зіграти головну роль у «Спартаку» (1960) Стенлі Кубрика, а також роль Распутіна у фільмі Франкліна Шаффнера «Миколай і Олександра» (1971), але ці ролі Бріннеру не дісталися.
У 1977 році актор відновив мюзикл своєї молодості «Король і я» і зіграв його на театральній сцені 4633 рази. Публіка завжди вітала його вибухом емоцій. За кілька місяців до смерті, у червні 1985, відбулася остання вистава «Король і я», а Бріннеру була вручена спеціальна премія «Тоні».

## Фільмографія

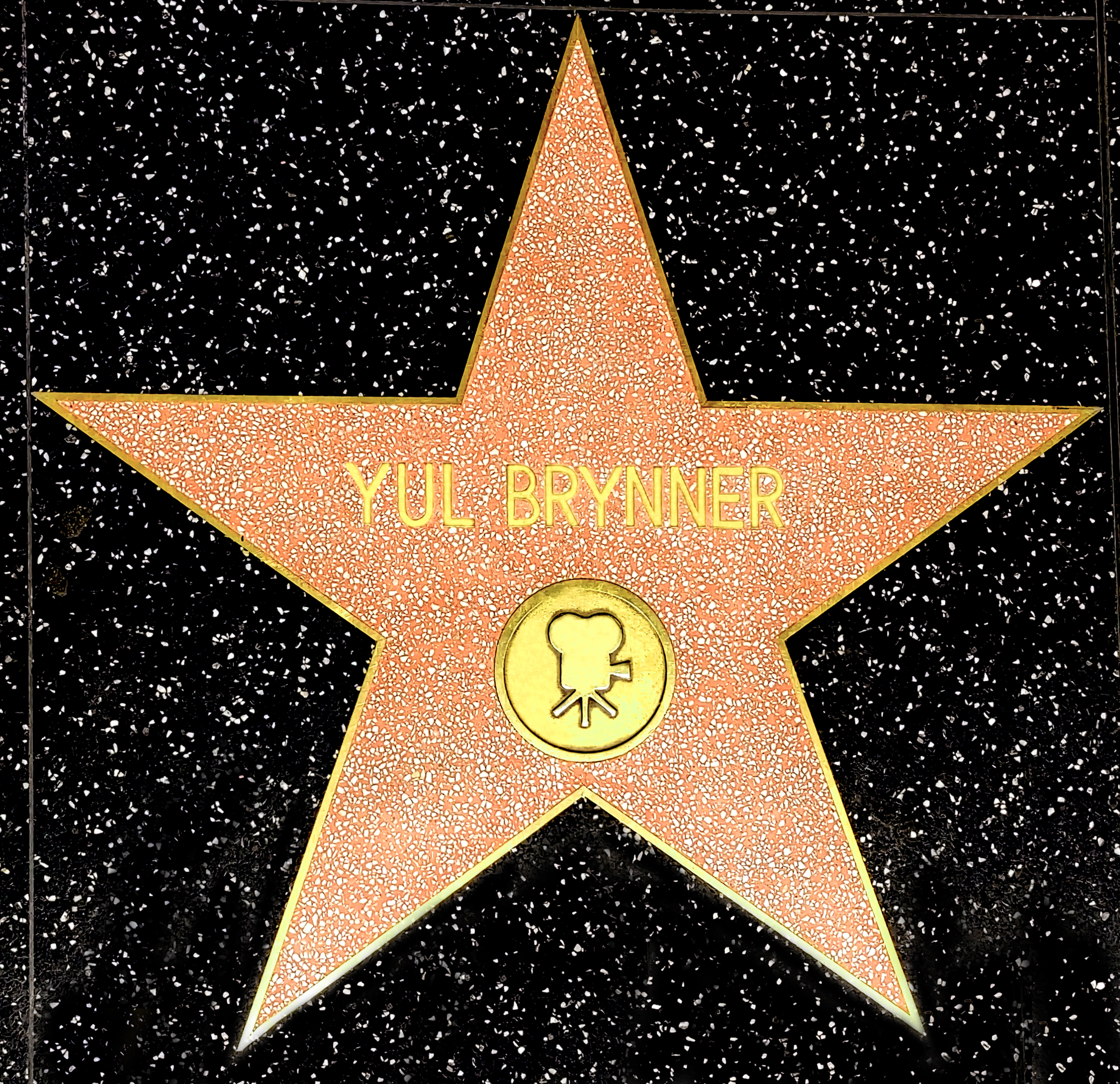
Зірка Юла Бріннера на Голлівудській алеї слави за адресою Голлівудський бульвар, 6162

(усі стрічки виробництва США, крім зазначених окремо)
- 1949: «Порт Нью-Йорка» (Port of New York)
- 1956: «Король і я» (The King And I)
- 1956 «Десять заповідей» (The Ten Commandments) — Рамзес II
- 1956: «Анастасія» (Anastasia)
- 1958: «Брати Карамазови» (The Brothers Karamasow)
- 1958: «Пірат» (The Buccaneer)
- 1959: «Подорож» (The Journey)
- 1959: «Звук і лють» (The Sound And The Fury)
- 1959: «Соломон і цариця Савська» (Solomon And Sheba)
- 1960: «Чудова сімка» (The Magnificent Seven)
- 1960: «Заповіт Орфея» (Франція) (Le Testament d'Orphee)
- 1960: «Ще раз з почуй» (Once More With Feeling)
- 1960: «Дивний пакунок» (Surprise Package)
- 1962: «Втеча з Захрейну» (Escape From Zahrain)
- 1962: «Тарас Бульба» (Taras Bulba)
- 1963: «Королі сонця» (Kings of the Sun)
- 1964: «Політ з Ашійї» (Flight From Ashiya)
- 1964: «Запрошенні до Стрільця» (Invitation to a Gunlighter)
- 1965: «Морітурі» (Morituri)
- 1966 «Маки — це також квіти» (The Poppy Is Also a Flower) — полковник Сейлем
- 1966: «Кинь велетенську тінь» (Cast A Giant Shadow)
- 1966: «Повернення сімки» (Return of the Seven)
- 1966: «Потрійний хрест» (Франція — Велика Британія) (Triple Cross)
- 1966: «Чи горить Париж?» (Франція) (Paris brule-t-it?)
- 1966: «Фантастична правдива історія Едді Шатена» (Франція) (La fantastique histoire vrail d'Eddie Chapman)
- 1967: «Довга дуель» (Велика Британія) (The Long Duel)
- 1967: «Подвійна людина» (Велика Британія) (The Double Man)
- 1968: «Вілья іде» (Villa Rides)
- 1969: «Записки „Золотого Гусака“» (Велика Британія) (The File Of The Golden Goose)
- 1969: «Божевільна з Шайллот» (Велика Британія) (The Madwoman of Chaillot)
- 1969 «Битва на Неретві» (Bitka na Neretvi) — Владо
- 1970: «Магічний Крістіан» (Велика Британія) (TV Magic Christian)
- 1971: «Індіо Блек» (Італія) (Indio Black Sai che to dico: sei un Gran Figlio…)
- 1971: «Кетлоу» (Іспанії) (Catlow)
- 1971: «Маяк на краю світу» (США — Іспанія — Італія) (The Light At The Edge of the World)
- 1971: «Роман викрадача коней» (Італія — Югославія) (Il romanzo di un ladro di cavallo)
- 1972: «Пушинка» (Fuzz)
- 1972: «Гадюка» (Франція — Німеччина) (Le serpent)
- 1973: «Західний світ» (Westworld)
- 1975: «Останній воїн» (The Ultimate Warrior)
- 1976: «Світ майбутнього» (Future world)
- 1976: «Зі злістю в очах» (Італія) (Con la rabbia agli occhi)

## Цікаві факти
- Зовнішність Юла Бріннера була використана Стеном Лі для створення образу Чарльза Ксав'єра у коміксах «Люди Х»
- Юл Бріннер помер в один день з американським актором і режисером Орсоном Веллсом, разом з яким він знімався у фільмі «Битва на Неретві» (1969)